# Ruttya
Ruttya — род цветковых растений семейства Акантовые.

## Виды
Род включает семь видов вечнозелёных кустарников, распространённых в тропической Африке.
- Ruttya bernieri Benoist
- Ruttya fragrans Benoist
- Ruttya fruticosa Lindau
- Ruttya ovata Harv.
- Ruttya speciosa (Hochst.) Engl.
- Ruttya tricolor Benoist

Наиболее известный вид — Ruttya fruticosa, произрастающая в Восточной Африке. Это растение обладает привлекательными оранжево-красными цветками, ради которых его иногда выращивают как декоративное.